# Бондстил, Джеймс Лерой
Джеймс Лерой Бондстил (англ. James Leroy Bondsteel; 18 июля 1947, Джэксон, Мичиган — 9 апреля 1987) — сержант Армии США, во время Вьетнамской войны удостоенный высшей американской военной награды — Медали Почёта.

## Биография
Родился в г. Джэксон, штат Мичиган. Вступил в ряды Армии США в Детройте. Служил во Вьетнаме в 1969—1970 годах в подразделении 1-й пехотной дивизии.
24 мая 1969 года штаб-сержант Бондстил, будучи взводным сержантом, отличился в сражении с северовьетнамским батальоном у деревни Лангшау (провинция Анлок). Он спас жизнь американскому офицеру, нейтрализовал 10 вражеских бункеров, уничтожил много солдат противника, включая двух командиров, и продолжал участвовать в бою после ранения. За свои действия он был награждён Медалью Почёта (это был последний случай вручения награды президентом Ричардом Никсоном).
После демобилизации Бондстил поселился в Хьюстоне (штат Аляска). Погиб в результате несчастного случая. Похоронен на кладбище Форт-Ричардсон.
В честь Джеймса Бондстила названа американская военная база в Косово Кэмп-Бондстил.

## Наградная запись к медали Почёта
За выдающуюся храбрость и отвагу проявленные в бою с риском для жизни при выполнении и перевыполнении долга службы. Штаб-сержант Бондстил отличился во время службы сержантом взвода роты А близ деревни Ланг Сау. Рота А была отряжена в помощь союзному отряду, попавшему под плотный огонь северовьетнамского батальона, расположенного на сильноукреплённой базе. Штаб-сержант Бондстил быстро организовал людей из своего взвода в эффективно действующие боевые группы и сам пошёл на острие атаки, уничтожив 4 вражеских бункера. Затем он пробежал около 200 метров под плотным вражеским огнём до другого взвода, пришедшего в замешательство. Сплотив этот отряд и оказав помощь раненым,     штаб-сержант Бондстил вернулся в свой сектор, где возник критический недостаток в боезапасе. Незамедлительно он переместился на передний фронт и уничтожил 4 вражеских бункера и пулемёт, угрожавший его наступавшему взводу. Несмотря на болезненные ранения от вражеской гранаты, штаб-сержант Бондстил отказался от медицинской помощи и продолжал наступать, нейтрализовав ещё два вражеских бункера поблизости. В ходе поиска одного из этих укреплений штаб-сержант Бондстил едва избежал гибели, когда вражеский солдат бросил гранату вблизи. Вскоре после этого он оказал помощь серьёзно раненому офицеру и сразил вражеского солдата, угрожавшего жизни офицера. Штаб-сержант Бондстил продолжил сплачивать своих людей и повёл их на вражеские окопы, пока его рота не была спасена. В ходе четырёхчасовой битвы, он своим примерным командованием и большим личным мужеством обеспечил успех своего и соседних отрядов, что спасло многочисленные жизни его товарищей-солдат. Своими личными подвигами он уничтожил 10 вражеских бункеров и нанёс большие потери врагу, включая двух ключевых вражеских командира. Своим необычайным героизмом, проявленным с риском для жизни он поддержал высочайшие традиции военной службы и заслужил высокую честь для себя, своей части и  армии США.
Оригинальный текст (англ.)For conspicuous gallantry and intrepidity in action at the risk of his life above and beyond the call of duty. S/Sgt. Bondsteel distinguished himself while serving as a platoon sergeant with Company A, near the village of Lang Sau. Company A was directed to assist a friendly unit which was endangered by intense fire from a North Vietnamese Battalion located in a heavily fortified base camp. S/Sgt. Bondsteel quickly organized the men of his platoon into effective combat teams and spearheaded the attack by destroying 4 enemy occupied bunkers. He then raced some 200 meters under heavy enemy fire to reach an adjoining platoon which had begun to falter. After rallying this unit and assisting their wounded, S/Sgt. Bondsteel returned to his own sector with critically needed munitions. Without pausing he moved to the forefront and destroyed 4 enemy occupied bunkers and a machine gun which had threatened his advancing platoon. Although painfully wounded by an enemy grenade, S/Sgt. Bondsteel refused medical attention and continued his assault by neutralizing 2 more enemy bunkers nearby. While searching one of these emplacements S/Sgt. Bondsteel narrowly escaped death when an enemy soldier detonated a grenade at close range. Shortly thereafter, he ran to the aid of a severely wounded officer and struck down an enemy soldier who was threatening the officer's life. S/Sgt. Bondsteel then continued to rally his men and led them through the entrenched enemy until his company was relieved. His exemplary leadership and great personal courage throughout the 4-hour battle ensured the success of his own and nearby units, and resulted in the saving of numerous lives of his fellow soldiers. By individual acts of bravery he destroyed 10 enemy bunkers and accounted for a large toll of the enemy, including 2 key enemy commanders. His extraordinary heroism at the risk of his life was in the highest traditions of the military service and reflect great credit on him, his unit, and the U.S. Army.
— 